# Glock 17
Glock 17 (Глок 17) — австрійський пістолет, розроблений фірмою Glock Ges.m.b.H. для потреб австрійської армії. Він став першим зразком озброєння, розробленим цією фірмою. Зразок виявився досить вдалим і зручним для застосування, завдяки чому пізніше його прийнято на озброєння армії Австрії під позначенням Р80.

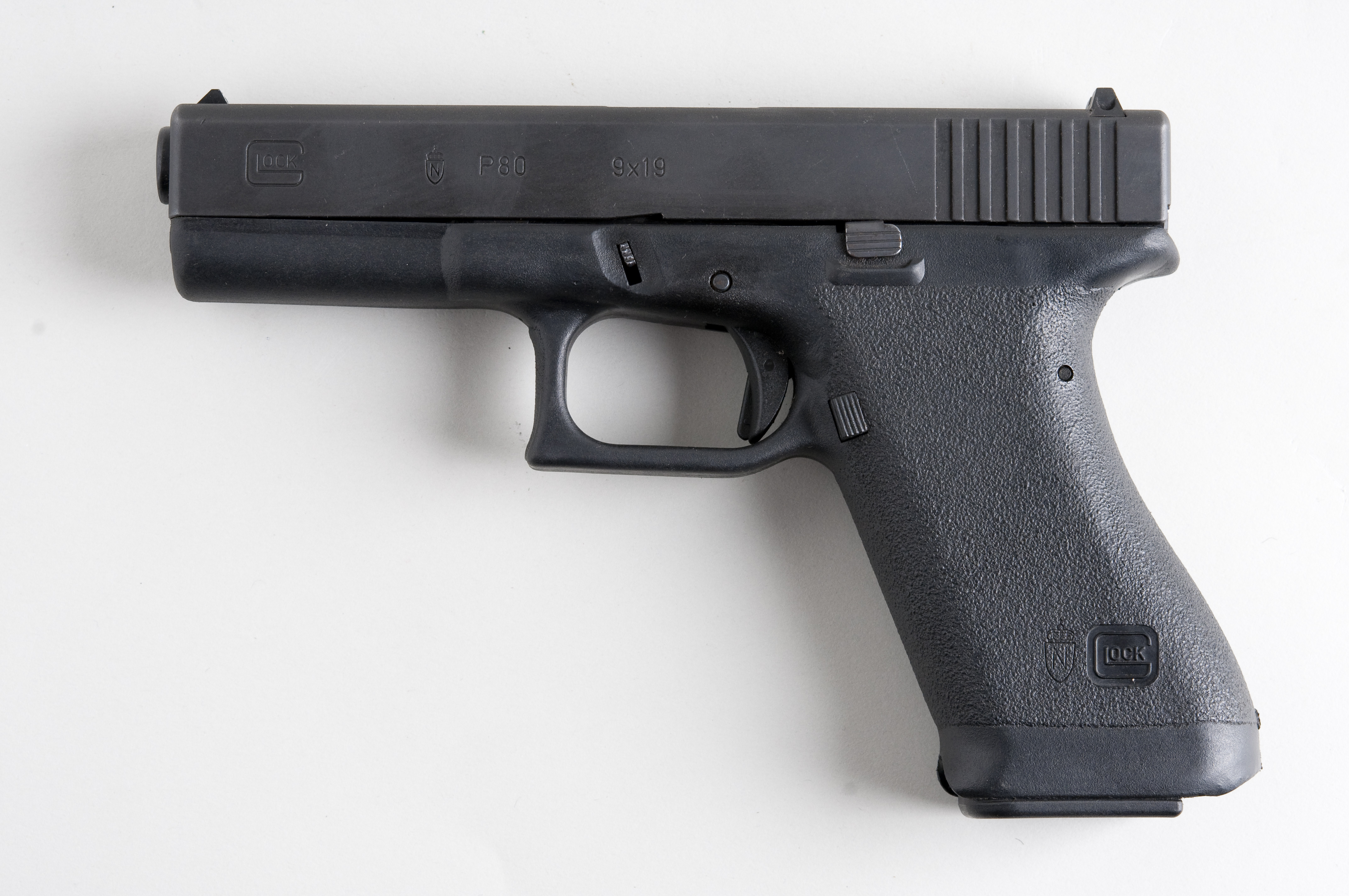
Glock 17

Завдяки бойовим якостям і надійності набув поширення як цивільна зброя самооборони. Фірма Glock випускає модифікації цього пістолета в різних варіантах під різні патрони, наприклад: 9×19 мм Парабелум Glock 19, .40 S&W — Glock 22, 10mm Auto — Glock 20, .357 SIG — Glock 31, .45 ACP — Glock 36 і .45 GAP — Glock 37.
Особливістю конструкції є відсутність прапорця запобіжника і курка. Пістолет здебільшого зроблений з високоміцного термостійкого (до 200 °C) пластику. Завдяки цьому Glock 17 легкий і дуже міцний. Принцип дії — «вихопив і стріляй», запобіжника немає, проте постріл не відбудеться без повного натискання спускового гачка «безпечної дії». Складається з 33 частин, і неповне розбирання здійснюється за секунди.

## Історія виникнення
Після закінчення Другої світової війни австрійські збройні сили мали на озброєнні дві основні моделі пістолетів Colt M1911А1 і Walther P38. Австрійська поліція була оснащена Walther PP і Walther PPK воєнних і навіть довоєнних років випуску або ж випущеними в післявоєнні роки за ліцензією у Франції. Для вирішення ситуації, що склалася, 1980 року прийнято рішення оголосити конкурс на новий пістолет для оснащення австрійської поліції і армії.
До конкурсантів висувалися такі вимоги:
- тип боєприпасів: 9 × 19 мм Парабелум;
- мінімальна ємність магазина: 8 патронів;
- можливість керування пістолетом правою і лівою рукою;
- швидке приведення в бойове положення (без необхідності перемикання запобіжника);
- можливість збирання і розбирання без спеціального обладнання, число деталей у пістолеті — не більше 58;
- всі деталі повинні бути взаємозамінними в рамках однієї моделі без взаємної підгонки;
- на 10 000 пострілів повинно бути не більше 20 затримок;
- пістолет повинен максимально зберігати цілісність і функціональність при зовнішніх впливах і перепадах температур;
- максимальна безпека для користувача: постріл не повинен відбуватися при ударі об сталеву плиту після падіння з висоти 2 метрів.

У боротьбі за таке перспективне замовлення взяли участь різні фірми-виробники зброї. Серед них була й маловідома в той час фірма Glock, заснована в 1963 році в містечку Дойч-Ваграм, розташованому поблизу Відня. Компанія займалася виробництвом і постачанням саперних лопат, багнет-ножів, ременів і різної амуніції для австрійської армії. Ще в середині 1970-их років Гастон Глок, засновник і власник фірми, поставив перед своїми конструкторами завдання створити максимально простий, ефективний та надійний пістолет.
З використанням наявного досвіду застосування полімерів при виробництві зброї створено пістолет Glock 17. Принциповим нововведенням моделі було широке використання в конструкції полімерних матеріалів, переважно ударостійкого поліаміду. 1982 року за результатами проведених військових випробувань пістолет Glock 17 прийнято на озброєння австрійської армії під позначенням P.80. Фірмі Glock замовлено 25 000 пістолетів, виробничі потужності не були готові до такого значного замовлення, тому до моменту повного розгортання власних виробничих потужностей залучали субпідрядників. Вже незабаром після надходження нового пістолета у війська ця модель набула значної популярності, що спонукало компанію Glock до подальшого розширення і вдосконалення модельного ряду, але в основі конструкції моделей пістолетів цієї фірми, як і раніше, зберігаються вдалі технічні рішення, вперше використані при розробці пістолета Glock 17.
Назва «Glock 17», найпевніш, походить від порядкового номера (№ 17) пакету технічних креслень компанії, прийнятих до виробництва.

### Виробничі покоління і варіанти виконання
Нині існують п'ять виробничих поколіннь Glock 17. Покупцям пропонують пістолети третього, четвертого чи пятого покоління, те ж стосується й більшості інших моделей Glock, але деякі моделі (Glock 17L, Glock 24, Glock 25, Glock 28, Glock 36, Glock 38, Glock 39, Glock 42, Glock 43) пропонують тільки в третьому поколінні, а деякі (Glock 40 і Glock 41) — тільки в четвертому.

## Бойове застосування

### Російсько-українська війна
В лютому-березні 2022 року канадська влада передала певну кількість пістолетів ЗСУ.
На початку квітня 2022 року поблизу селища Димер на Київщині спецпризначенці ГУР МО України знищили колону Росгвардії. Окупанти залишили в розбитих машинах документи 748 окремого батальйону оперативного призначення Росгвардії (в/ч 6912, м. Хабаровськ), серед яких був атестат з переліком наявної в підрозділі зброї. Там, зокрема, названо автоматичний пістолет Стєчкіна АПС (50 одиниць) а також пістолети Макарова, ГШ-18, Яригіна та один Glock 17.